# Брайко, Пётр Евсеевич
Пётр Евсе́евич Брайко (9 сентября 1918, Митченки, Черниговская губерния — 7 апреля 2018, Москва) — полковник, командир одной из частей партизанского отряда С. А. Ковпака, Герой Советского Союза (1944).

## Биография
Родился 9 сентября 1918 года в селе Митченки (ныне Бахмачского района Черниговской области Украины). Украинец.
В 1937 году окончил Конотопский педагогический техникум и некоторое время работал учителем.
С августа 1938 года в Красной армии. В 1940 году окончил Московское военно-техническое училище НКВД имени Менжинского. Был направлен командиром взвода связи в 16-й оперативный пограничный полк Западного пограничного округа. Затем проходил службу на 13-й пограничной заставе 97-го Черновицкого пограничного отряда войск НКВД СССР Управления пограничных войск НКВД Украинской ССР.
С первого дня Великой Отечественной войны — на фронте. Героически сражался на заставе, затем с уцелевшими пограничниками более месяца выходил из окружения. Пройдя свыше 500 километров, перешёл линию фронта под Киевом и в августе 1941 года зачислен в 4-й мотострелковый полк НКВД командиром роты связи. Однако в Киевском котле в сентябре 1941 года почти весь полк погиб. Лейтенант Брайко был ранен, скрывался у местных жителей, неоднократно арестовывался и бежал, в том числе из Дарницкого лагеря военнопленных.
В феврале 1942 года, после очередного побега, попал в Путивльский партизанский отряд С. А. Ковпака. Сначала был зачислен рядовым бойцом, затем командовал взводом, ротой, был начальником разведки соединения. В 1943 году был начальником штаба входившего в соединение Ковпака Кролевецкого партизанского отряда, потом командовал этим отрядом. В 1944 году был назначен командиром 3-го полка 1-й Украинской партизанской дивизии. Возглавил проведение свыше 100 боевых операций. Участвовал в семи рейдах по тылам врага. За время рейда по западным областям Украины и восточным воеводствам Польши полк уничтожил сотни гитлеровцев и пустил под откос 4 вражеских эшелона. В посёлке Мир (Кореличский район Гродненской области) полк разгромил 9 маршевых батальонов противника.
7 августа 1944 года присвоено звание Героя Советского Союза.
18 октября 1948 года был арестован по обвинению в антисоветской деятельности и по статье 58 был лишён воинских наград и осуждён на 10 лет. 24 октября 1953 года полностью реабилитирован, с восстановлением наград (Указ Президиума ВС СССР от 2 января 1954 года). В январе 1954 года был вновь зачислен слушателем Военной академии имени М. В. Фрунзе, по окончании которой был направлен во внутренние войска МВД СССР заместителем командира войсковой части № 7576 в Москве. Затем в 1959 году назначен начальником Внутренних войск МВД Казахской ССР.
После увольнения в запас (1960) окончил Литературный институт имени А. М. Горького (1968) и создал более 20 художественных произведений по исторической тематике. Участвовал в общественной работе Совета ветеранов.
Жена — Раиса Васильевна Назарова.
Скончался в Москве 7 апреля 2018 года, похоронен с воинскими почестями на Троекуровском кладбище.

## Награды
- Почётный гражданин города Замосць (Польша);
- Заслуженный деятель культуры ПНР.

## Память
- В Спадщанском лесу под городом Путивль (Сумская область) на аллее Героев установлен бюст П. Е. Брайко.
- Имя носит отряд Юнармии.